# José Antonio López Arranz
José Antonio López Arranz (Segovia, 1937) es un médico y político centrista español que ha desarrollado su carrera política principalmente en la ciudad española de Segovia, de la que fue alcalde en dos ocasiones. La primera, por la Unión de Centro Democrático (UCD), entre 1979 y 1983. La segunda, por el Centro Democrático y Social, entre 1999 y 2003. También fue diputado del CDS por Segovia entre 1986 y 1989.

## Primer periodo en la alcaldía
José Antonio López Arranz es hijo de José López Miguel, que fue alcalde de Segovia y procurador en Cortes en los últimos años del franquismo. No había participado en política antes de la muerte de Franco e ingresó en la UCD durante la Transición. En 1979 era miembro de la ejecutiva provincial del partido y fue el candidato a la alcaldía de Segovia por la UCD en las primeras elecciones municipales democráticas tras la muerte del dictador Francisco Franco, en ese año. La UCD cosechó un triunfo rotundo en Segovia (13 concejales frente a los ocho de la oposición, con 7 del PSOE y 1 del PCE), por lo que fue elegido alcalde por la corporación municipal.
Sin embargo, la crisis de la UCD segoviana debida a su postura en relación con el proceso autonómico (en la que altos cargos del partido como Carlos Gila o Modesto Fraile defendían que Segovia no se integrase en Castilla y León y posteriormente la autonomía para Segovia) tuvo una gran repercusión en el consistorio segoviano. El 4 de febrero de 1980, dimitía Gila como presidente provincial del partido, acompañándole en su dimisión seis concejales. El equipo de López Arranz habría quedado en situación precaria al contar sólo con siete concejales frente a ocho de la oposición de izquierdas, pero las dimisiones no fueron aceptadas. Sin embargo, la división continuó, con el surgimiento de un sector "crítico", encabezado por Gila, frente al "oficialista", al que pertenecía López Arranz.
La división se hizo total cuando el sector crítico comenzó a promover la autonomía uniprovincial. En julio de 1981 López Arranz y parte de sus concejales, siguiendo las directrices de la dirección nacional del partido, se mostraron contrarios a la iniciativa uniprovincial. El 30 de dicho mes, López Arranz, junto con tres de sus concejales, dio su apoyo a una moción de urgencia presentada por el PSOE en el consistorio segoviano para solicitar a las Cortes que se iniciasen los trámites para la integración de Segovia en Castilla y León. Se convirtió así en uno de los más destacados representantes de la opción pro Castilla y León, lo que llevó al abandono del grupo centrista de ocho concejales, partidarios de Gila y Fraile, en agosto de 1981, los cuales fueron suspendidos de militancia por la dirección nacional. En octubre, el sector crítico tomó el control de la organización segoviana y declaró expulsado del partido a López Arranz, pidiendo que dimitiera. Sin embargo, la dirección nacional invalidó estos acuerdos y creó una gestora para dirigir el partido. López Arranz pudo continuar en el cargo hasta el final de la legislatura, pero solo gracias al apoyo de la oposición de izquierdas. Tras la disolución de la UCD, ingresó en el Centro Democrático y Social de Adolfo Suárez.